# Агирзя (деревня)
Агирзя (баш. Әгержә) — упразднённая в 2005 году деревня в Караидельском районе Республики Башкортостан Российской Федерации. Входил на год упразднения в состав Новобердяшского сельсовета. Проживали башкиры (1972).

## География
Находится урочище на месте впадения реки Агирзя в р. Юрюзань.

### Географическое положение
Расстояние (по данным на 1 июля 1972 года) до:
- районного центра (Караидель): 54 км,
- центра сельсовета (Новый Бердяш): 30 км,
- ближайшей ж/д станции (Щучье Озеро): 134 км.

## Топоним
Название происходит от названия речки баш. Әгержә.

## История
Исключён из учётных данных согласно Закону Республики Башкортостан от 20 июля 2005 года № 211-з «О внесении изменений в административно-территориальное устройство Республики Башкортостан в связи с образованием, объединением, упразднением и изменением статуса населённых пунктов, переносом административных центров».